# انستاشوب

## إنستاشوب
إنستاشوب (بالإنجليزية: instashop) هو تطبيق ومنصة رائدة لطلب البقالة والطعام وغيرها من المنتجات عبر الإنترنت من المحلات المحلية الموثوقة. في البداية، تخصص التطبيق في توصيل البقالة وأغراض السوبرماركت إلى المنازل، ثم توسع ليشمل مجموعة واسعة من الخدمات، مثل توصيل الأدوية من الصيدليات، ولوازم الحيوانات الأليفة من متاجر الحيوانات، والزهور، والحلويات، وأدوات التجميل، والعطور، والمنتجات الطازجة والعضوية وغيرها.
يتواجد تطبيق إنستاشوب حاليًا في كل من الإمارات العربية المتحدة و مصر.
بعد تصنيف الشركة من قبل فوربس الشرق الأوسط ضمن أفضل 100 شركة ناشئة  وتجاوزها حاجز نصف مليون مستخدم شهريًا  ، استحوذت شركة دليفري هيرو الألمانية على إنستاشوب بالكامل في أغسطس 2020 مقابل 360 مليون يورو ، في واحدة من أكبر صفقات الاستحواذ في منطقة الشرق الأوسط.
وفي مارس 2025، أعلنت شركة طلبات القابضة، التابعة لـدليفري هيرو في منطقة الشرق الأوسط وشمال أفريقيا، عن إتمام صفقة الاستحواذ الكامل على إنستاشوب، لتصبح شركة مملوكة بالكامل لها.

## المزيد عن شركة إنستاشوب
إنستاشوب تأسست في عام 2015 في دبي على يد اثنين من رواد الأعمال اليونانيين، إيوانا أنجيليداكي وجون تسيوريس. ويترأس الشركة حاليًا الرئيس التنفيذي نيكولا كاباركا.
يقدم إنستاشوب خدمة تعتمد على تطبيق الهاتف المحمول وتتيح للمستخدمين طلب مجموعة واسعة من الاحتياجات اليومية من السوبرماركت والمحلات المحلية، مع توفير خيارات توصيل فورية (خلال 30 إلى 60 دقيقة) وخيارات توصيل مجدولة.
منذ تأسيسها، قامت إنستاشوب بتوسيع شبكتها لتشمل مجموعة متنوعة من المتاجر المحلية التي توفّر منتجات تسوق مختلفة. ويشمل ذلك الصيدليات، ومتاجر اللحوم أو الجزارة، أسواق المنتجات الطازجة، متاجر الحيوانات الأليفة، متاجر الزهور، المطاعم، المخابز، محلات التجميل، المتاجر العضوية، متاجر الإلكترونيات، متاجر ألعاب الأطفال وغيرها.
بالإضافة إلى خدمتها للأعمال المباشرة مع المستهلكين (B2C)، تعمل شركة إنستاشوب أيضًا كخدمة تاجر إلى تاجر (B2B).